# Nagelius turgidulus
Nagelius turgidulus är en skalbaggsart som beskrevs av Miłosz A. Mazur 2007. Nagelius turgidulus ingår i släktet Nagelius och familjen stumpbaggar. Inga underarter finns listade i Catalogue of Life.